# Длуґа-Шляхецька
Длуґа-Шляхецька (пол. Długa Szlachecka) — село в Польщі, у гміні Галінув Мінського повіту Мазовецького воєводства.
Населення — 789 осіб (2011).
У 1975-1998 роках село належало до Варшавського воєводства.

## Демографія
Демографічна структура станом на 31 березня 2011 року:
|          | Загалом | Допрацездатний вік | Працездатний вік | Постпрацездатний вік |
| -------- | ------- | ------------------ | ---------------- | -------------------- |
| Чоловіки | 383     | 113                | 246              | 24                   |
| Жінки    | 406     | 102                | 239              | 65                   |
| Разом    | 789     | 215                | 485              | 89                   |